# Мижа, Ион Якобович
Ион Мижа (молд.: Mija Ion; 21 октября 1938, Балта, Молдавская АССР — 6 декабря 2001, Кишинёв) — молдавский советский режиссёр телевидения. Мастер искусств Молдавии (1994).

## Биография
Родился в 1938 году в Балте. В 1956—1960 годах окончил Московский институт культуры.
С 1962 года работает помощником режиссёра в студии «Молдова-фильм». В 1966—1968 годах окончил Высшие курсы сценаристов и режиссёров Госкино СССР. В 1968—1980 годах — директор студии «Кишинэу-телефилм».
Один из пионеров создававшегося тогда телевидения Молдавии.
Дебютировал в 1970 году короткометражкой «Лицом к лицу» по одноимённому рассказу Иону Друцэ, сценарий по которому написал Дмитрий Фусу, а главную роль исполнил Виктор Чутак.
Ион Мижа — режиссёр первого молдавского полнометражного цветного художественного телефильма «Встреча» (1978).
В 1981—1982 годах — режиссёр киностудии «Волгоград-телефильм».
Следующие 10 лет — в 1983—1993 годах — работал режиссёром киностудии «Молдова-фильм».
После распада СССР и фактически ликвидации киностудии «Молдова-фильм» в 1990-е годы основал независимую студию документальных фильмов «Ava-film».
Умер в 2001 году в Кишинёве.

## Награды и титулы
- 1973 — V Всесоюзный фестиваль телевизионных фильмов — диплом за документальный фильм «Советская Молдова»
- 1975 — VI Всесоюзный фестиваль телевизионных фильмов — диплом за документальный фильм «Мир нашего детства»
- 1977 — VII Всесоюзный фестиваль телевизионных фильмов — диплом за документальный фильм «Дом, в котором мы живем»
- 1977 — Почетная грамота Гостелерадио СССР
- 1983 — X Всесоюзный фестиваль телевизионных фильмов — премия за документальный фильм «Фольклорные мотивы»
- 1994 — Мастер искусств Молдавии

## Фильмография
Режиссёр художественных фильмов:
- 1970 — Лицом к лицу (к/м)
- 1973 — Днестровские мелодии (музыкальный телефильм)
- 1978 — Встреча (телефильм)
- 1979 — Дом Диониса (телефильм)[2][3]
- 1988 — Недолгий танец любви (музыкальный фильм)